# Fusinus genticus
Fusinus genticus là một loài predatory ốc biển, là động vật thân mềm chân bụng sống ở biển trong họ Fasciolariidae.